# Elena Grosheva
Elena Grosheva, em russo: Елена Николаевна Грошева, (Iaroslavl, 12 de abril de 1979) é uma ex-ginasta russa que competiu em provas de ginástica artística.
Grosheva foi a primeira medalhista russa em uma edição olímpica da ginástica artística feminina. Junto as companheiras Dina Kochetkova, Rozalia Galiyeva, Svetlana Khorkina, Eugenia Kuznetsova, Oksana Liapina e Elena Dolgopolova, foi superada pelas norte-americanas, lideradas por Shannon Miller, conquistando a prata coletiva nas Olimpíadas de Atlanta, em 1996. Individualmente, fora sétima colocada na prova de salto sobre a mesa, em prova vencida pela romena Simona Amanar. Após sua aposentadoria, em 1997, Elena juntou-se ao Cirque du Soleil, participando do espetáculo Alegría. Em junho de 2006, casou-se como o compositor canadense Steve Barakatt. No ano seguinte, tornou-se embaixadora do Canadá pela UNICEF.